# 317aと317b
317aと317bは、エジプト第18王朝ファラオであるツタンカーメンの幼い娘。 彼女らの母親はおそらく、KV21Aのミイラであると考えられているツタンカーメンの偉大なる王の妻、アンケセナーメンだった。彼女らは、1922年にハワード・カーターによって発見された父親の墓に埋葬されていた。317aのミイラは、母親の妊娠5か月から6か月で早産した少女であり、317bのミイラは、満期出産またはそれに近い時期で産まれた少女だった。これらの子供たちの名前は記録されていない。これらの王女は、第18王朝の最後の世代を代表している。